# Tramlijn 255 Oostmalle - Hoogstraten

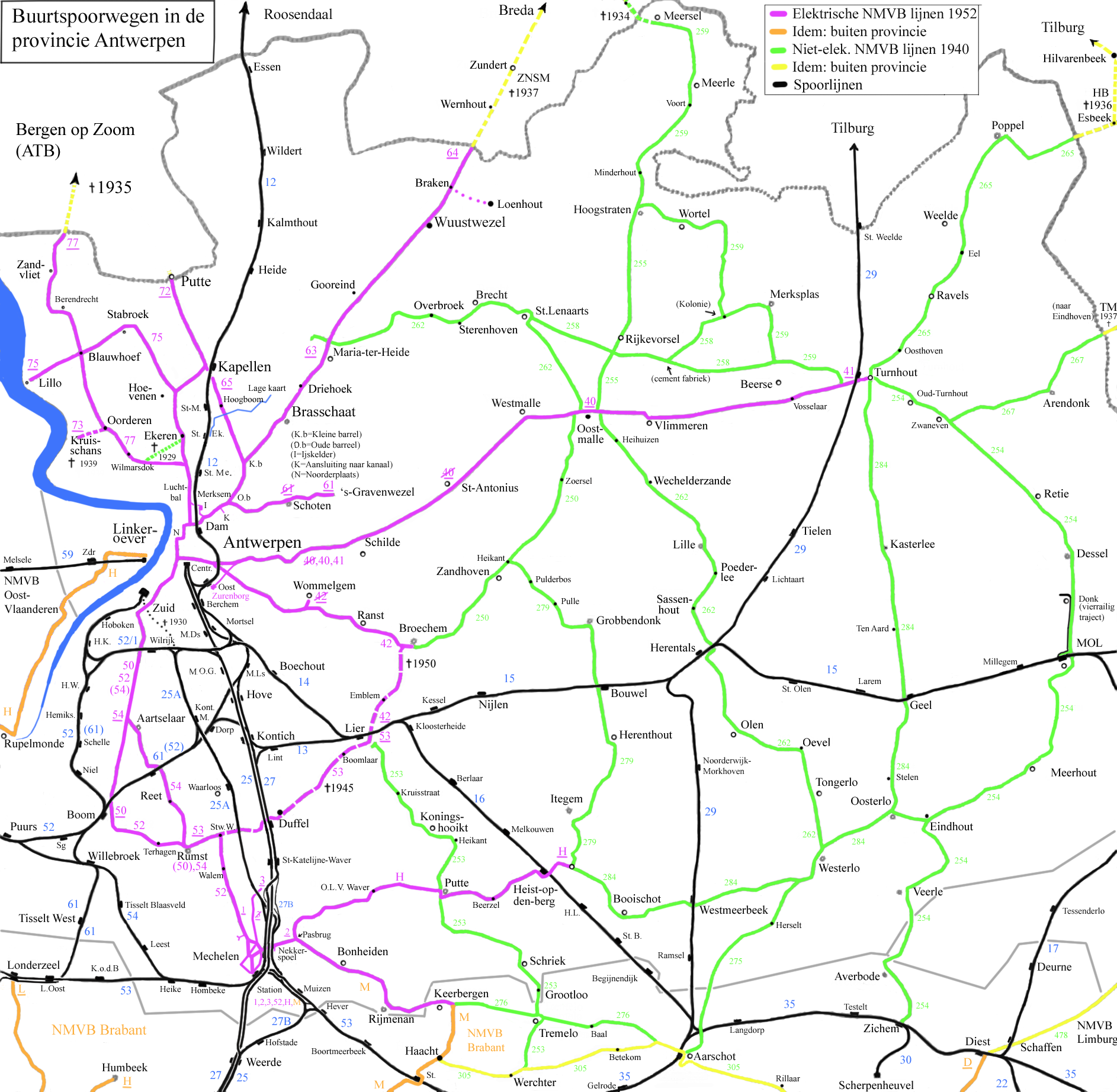
Buurtspoorwegen van de provincie Antwerpen, stand 1952 voor elektrische lijnen en stand 1940 voor de andere lijnen.

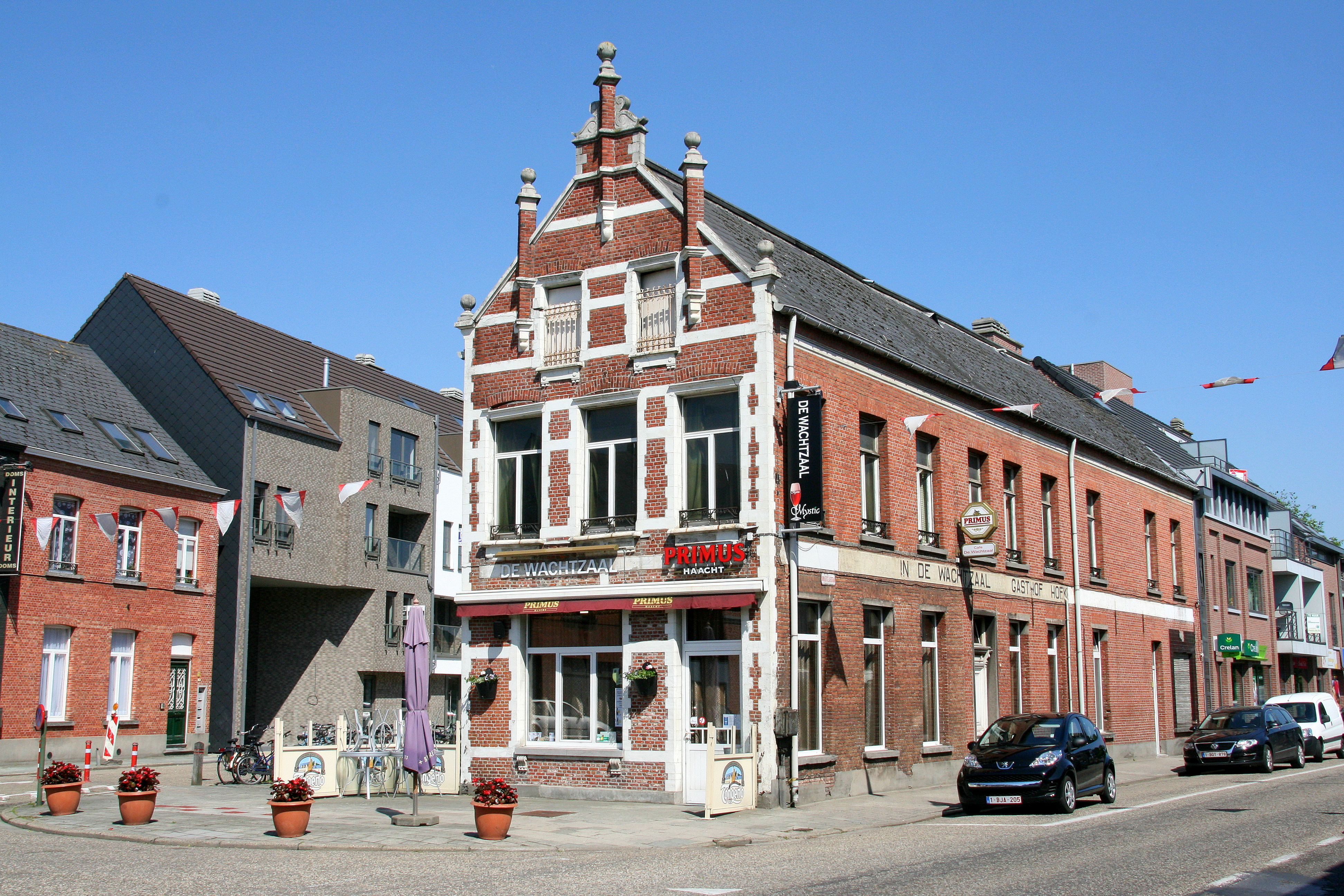
Eindhalte aan café 'De Wachtzaal" of "Hotel Hofkens"

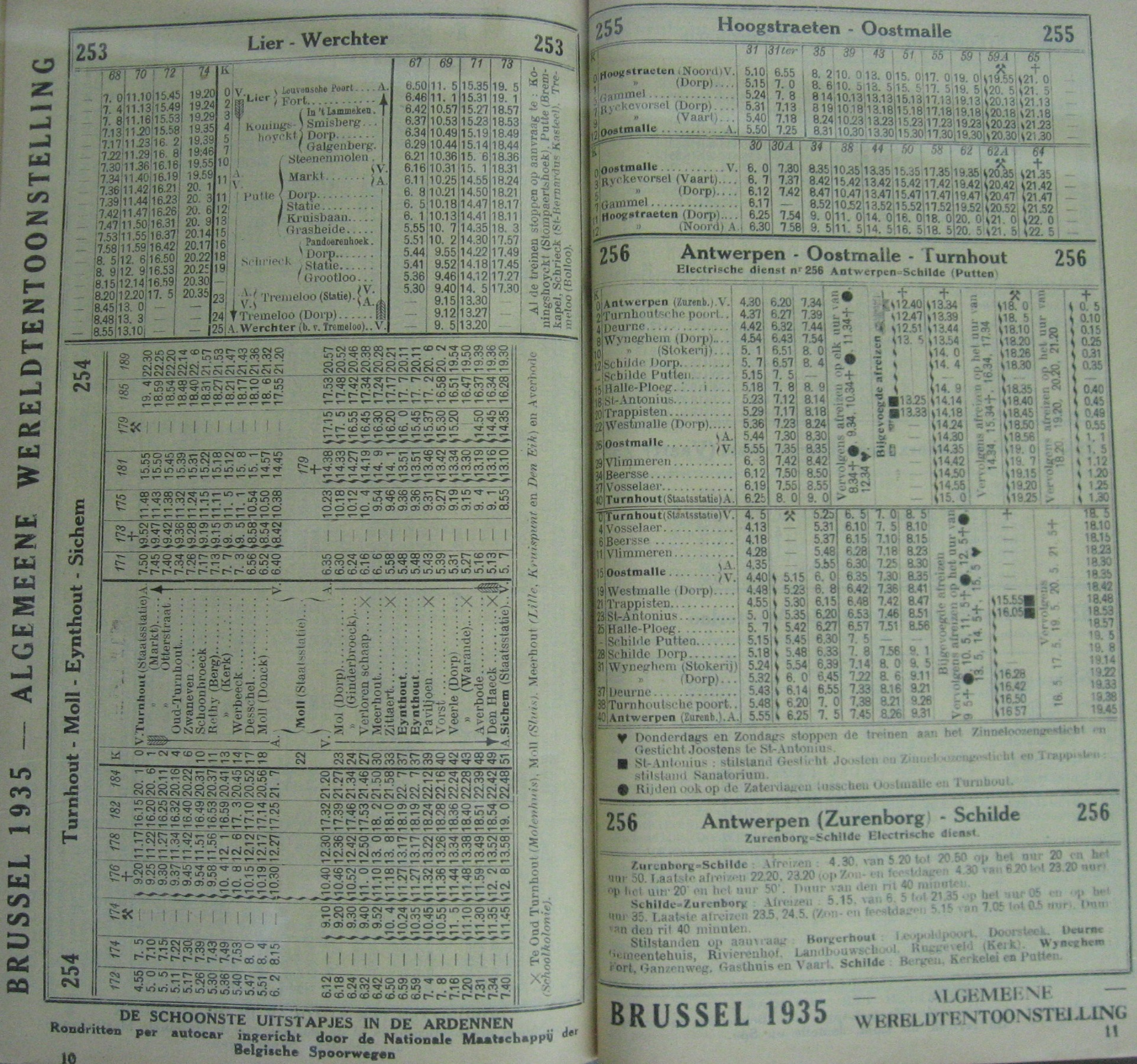
Dienstregeling uit 1933, lijn 41 = tabel 256, lijn 255 = tabel 255, lijn 254 = tabel 254, lijn 253 = tabel 253

Tramlijn 255 Oostmalle - Hoogstraten was een tramlijn in de Belgische provincie Antwerpen van de Buurtspoorwegen van de provincie Antwerpen.

## Geïsoleerde ligging Hoogstraten
De geïsoleerde ligging van Hoogstraten in de tweede helft van de 19e eeuw bracht aanzienlijke uitdagingen met zich mee voor de meer dan 500 studenten van het Klein Seminarie. Ze genoten van drie vakanties per jaar: met Kerstmis, Pasen en tijdens de zomervakantie, waarbij ouders die verder weg woonden, hun kinderen konden ophalen bij de stations van Turnhout en Antwerpen.
Voor de heenreis naar Turnhout organiseerde het seminarie een voetreis die vier uur duurde, vertrekkend om kwart na zeven 's ochtends. Door weer en wind trokken ze te voet, met een rustpauze en ontbijt in Merksplas. De reis naar Antwerpen verliep per huifkar langs het abdij van Westmalle, in de hoop roepingen voor de Cisterciënzers te bevorderen.
Op de terugweg namen studenten uit het oosten de trein naar Turnhout en liepen vervolgens te voet rond half tien van Turnhout naar Hoogstraten. Studenten uit het zuiden reisden per trein naar Antwerpen (Zurenborg), waarna vijf of zes grote huifkarren, getrokken door twee of soms vier paarden, met elk 25 studenten en een begeleider (professor), om twee uur 's middags vertrokken vanuit Antwerpen. Rond half vijf hielden ze een pauze in Oostmalle voor een tussendoortje en om de paarden te wisselen, om vervolgens vermoeid en door elkaar geschud om zeven uur 's avonds in Hoogstraten aan te komen.

## Komst van tram in 1885 is keerpunt
De komst van de tram in 1885 betekende een keerpunt. De aanleg van de tramlijn tussen Hoogstraten en Oostmalle, met aansluiting naar Antwerpen, bracht een einde aan de zware reisomstandigheden en bracht aanzienlijke verlichting voor de studenten van het Klein Seminarie en andere reizigers. Op 20 september 1885 werd de lijn naar Oostmalle en Hoogstraten officieel geopend.

## Stelplaats Hoogstraten
Samen met de komst van de tram werd ook een eindstation met hotel gebouwd. Nu is het een stelplaats voor bussen van de lijn. Het spoor liep rond het gebouw heen. Later werd er een verbinding gemaakt met Meersel en de grens over via tramlijn 259 Turnhout - Rijsbergen.

## Stopzetting
In 1947 kwam er een commissie om de rendabiliteit te onderzoeken van de verschillende lijnen. Busvervoer was interessanter dan lijnen elektrificeren. In 1955 kwam er een rechtstreekse busdienst vanuit Antwerpen via Sint-Lenaarts naar Hoogstraten.